# Degree Confluence Project

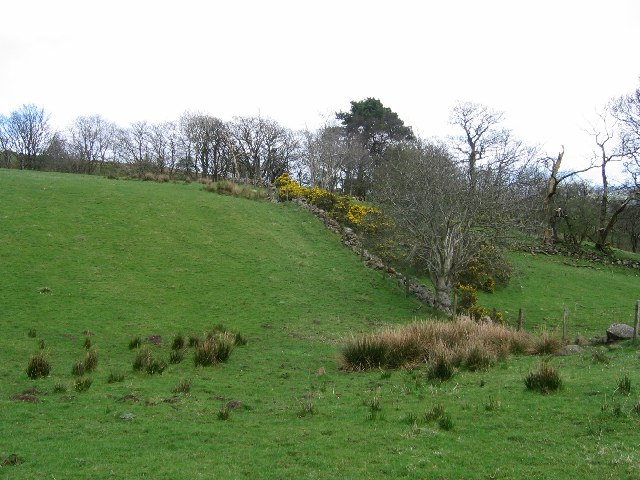
Fotografía del punto de intersección 56° N 4°W visitado para el Degree Confluence Project.

El Degree Confluence Project (cuya traducción sería Proyecto de Confluencia de Grados) es un proyecto internacional que consiste en visitar, con la ayuda de un receptor GPS, todos los puntos de intersección entre meridianos y paralelos con un número entero de grados de longitud y latitud. 
En la Tierra existen 64 442 puntos de intersección entre meridianos y paralelas enteros, 21 541 sobre tierra, 38 411 en el mar y 4 490 sobre los casquetes polares. El objetivo del proyecto es visitarlos todos, consiguiendo un muestrario del globo terrestre. 
Se diferencian los puntos de intersección primarios y los puntos de intersección secundarios. Una intersección es primaria sólo si es sobre tierra firme. A grandes altitudes los puntos se pueden considerar secundarios debido a su dificultad. A latitudes elevadas, en los casquetes polares, sólo algunos puntos son considerados como primarios a fin de evitar tener varios puntos primarios demasiado próximos uno del otro. 

## Puntos de intersección
El lugar preciso de una intersección es determinada por un receptor GPS. Para conseguir una visita exitosa, el visitante ha de llegar a menos de 100 m del punto de intersección (según el Sistema Geodésico Mundial WGS 84), sacar al menos dos fotografías (una del receptor GPS indicando la posición lleno de ceros decimales, y el otro de los alrededores del punto) y escribir un resumen de su expedición sobre el lugar. Si el visitante no consigue cumplir con estas condiciones, por ejemplo porque el punto es inaccesible, la visita es inscrita como incompleta.
Es posible inscribir una visita de un punto ya visitado previamente. De hecho, numerosos puntos ya han sido visitados varias veces, especialmente en Norteamérica y Europa. Estas visitas múltiples constituyen un registro de las evoluciones producidas en el lugar donde se encuentra el punto. Otros lugares de difícil acceso quedan todavía pendientes; se trata de lugares con condiciones climáticas extremas, altitud elevada, bosques muy densos, desiertos o zonas con conflictos locales que impiden la visita.